# Francesco Colitto
Francesco Colitto (Carovilli, 8 febbraio 1897 – Campobasso, 16 febbraio 1989) è stato un avvocato e politico italiano.
È stato deputato all'Assemblea Costituente, e deputato alla Camera nella I, II e III legislatura. Durante i lavori dell'Assemblea Costituente fu lui a proporre l'emendamento dell'Art. 88, poi approvato nel testo definitivo, che aggiunge la prerogativa del Presidente della Repubblica di sciogliere anche una sola delle due Camere.
È stato Sottosegretario di Stato alle Finanze nel V Governo De Gasperi.